# 林茨機場
林茨機場（德語：Flughafen Linz）是奧地利第三大城市林茨的一座軍民合用機場，亦是奧地利次要民用機場，位於林茨市西南郊的赫爾興（Hörsching），啟用於1950年代中期。

## 外部連結
- 官方網站 （页面存档备份，存于）（德文）（英文）